# Letecký útok na Plzeň 25. dubna 1945
Letecký útok na Plzeň 25. dubna 1945 byla operace amerických vzdušných sil (USAAF) na jaře 1945, v závěru druhé světové války. Při denním náletu bombardérů USAAF na západočeské město Plzeň byly cílem Škodovy závody a vojenské letiště na Borech, škody však utrpěly i čtvrti Skvrňany a Karlov. Operace probíhala přesně tři roky po operaci Canonbury, prvním vážnějším náletu na Plzeň. Vzhledem ke škodám i provedením nedlouho před koncem války je nálet nejvíce diskutovaným.:292

## Pozadí
Spojenci se 6. února 1945 dohodli na takzvané „No Bombing Line“. Ta střední Evropu rozdělovala podél spojnice měst Štětín, Berlín, Drážďany, Brno, Vídeň a Záhřeb na západní operační prostor pro americké a britské bombardéry a na východní oblast určenou pro akce sovětských letounů.:7 Pro Plzeň i celé jihozápadní Čechy znamenalo jaro roku 1945 stále narůstající počet útoků amerických vzdušných sil na strategické i taktické cíle, především nádraží a dopravní uzly. Cíle spojeneckých bombardérů na území Čech byly stanoveny 8. dubna 1945.

Stahující se německé jednotky byly v Západní Evropě bombardovány spojeneckým letectvem.

V dubnu 1945 už bylo zřejmé, že Německo v dohledné době válku prohraje, protože německá vojska spíše jen ustupovala či se dokonce ochotně vzdávala. Německá protivzdušná obrana byla v rozkladu, i když měly stíhací jednotky dostatek letadel, scházeli zkušení piloti i pozemní personál. Zásadní byl nedostatek pohonných hmot po předchozím soustředěném ničení rafinérií a skladů spojeneckými bombardéry. V důsledku toho nedokázali Němci vzlétnout s letadly v takovém množství, aby byli schopni narušit svazy bombardérů, a vzdušnému prostoru proto dominovala spojenecká letadla. Poslední přetrvávající hrozbou pro Spojence zůstalo protiletadlové dělostřelectvo, byť již bylo značně oslabené. Okolí zbývajících relevantních cílů dokázalo intenzivně hájit masivní a poměrně přesnou střelbou. Velitelé spojeneckého letectva museli vážit, jaké cíle mají strategický význam odpovídající riziku. Po proměně většiny německých měst v ruiny se letecké síly zaměřily na zničení dopravních sítí, železničních stanic a leteckých základen na územích dosud okupovaných Německem a v oblastech s probíhajícími boji.:50:289 Ač zbrojní výroba s velkými obtížemi stále běžela, zbraně se mnohdy vůbec nedostaly k přepravě po železnici, popř. byly zničené ještě předtím, než vlak vyjel ze stanice, protože spojenečtí letci se snažili přerušit zásobování vojsk.

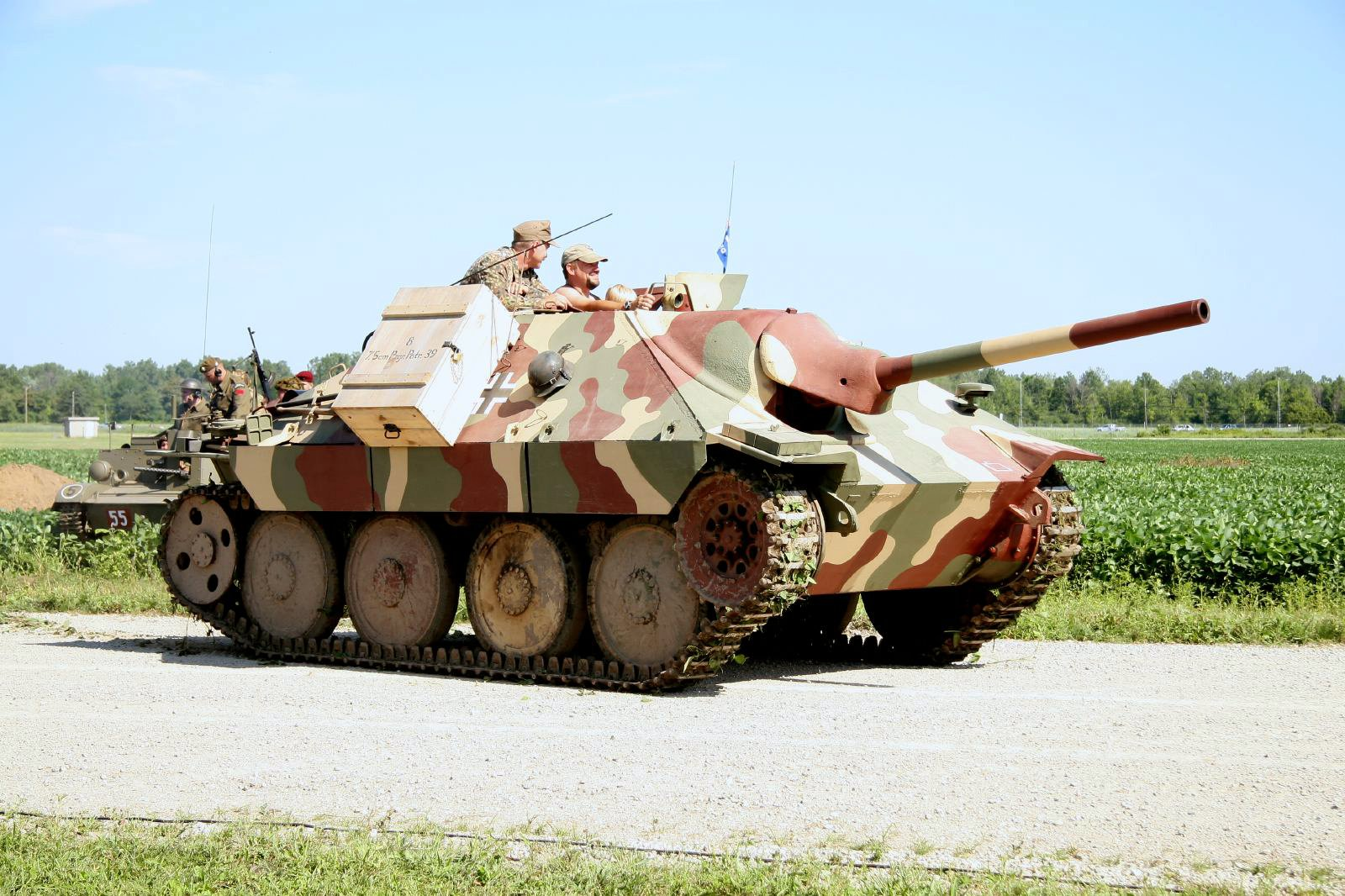
Stíhač tanků Jagdpanzer 38 označovaný jako Hetzer.

Ve strategických cílech, které byly pro bombardování v roce 1945 určeny, tvořila plzeňská Škodovka velkou výjimku.:50 Operace se od 17. dubna omezily pouze na zničení železničních stanic a leteckých základen na územích dosud okupovaných Německem a na místech aktivních bojů německé armády.:50 Plzeňské Škodovy závody, od začátku okupace součást koncernu strojíren Reichswerke Hermann Göring, byly pro nacistické Německo velmi důležité, neboť byly jednou z největších zbrojních továren v Evropě. Škodovka byla cílem spojeneckých vzdušných útoků od začátku války, neboť podle spojeneckých představ mělo její zničení zhoršit německé možnosti pokračovat ve válce. Patřila mezi nejčastější cíle spojeneckých náletů na území Protektorátu. V dubnu 1945 byla Škodovka poslední zbrojovkou, kterou Třetí říše pořád držela ve svých rukou a která stále vyráběla veškeré typy munice, zbraní, tanků a obrněných vozů, např. stíhače tanků Hetzer. V plánu výroby od dubna do června bylo např. 200 kusů protiletadlových děl ráže 88 milimetrů. Produkce továrny s 45 tisíci zaměstnanci znamenala před náletem přibližně třetinu výrobní kapacity ve zbrojním segmentu průmyslu nacistického Německa. Ostatně i v rozkazu č. 696 pro 8. leteckou armádu stálo, že Škodovy závody jsou jedinou funkční zbrojovkou pod kontrolou Německa, která svými výrobky zásobuje přímo jednotky na frontě.
Americká pěchota v den náletu bojovala na území předmnichovského Československa, např. americká 97. pěší divize sváděla boje o město Cheb, a na východní frontě už byla některá předměstí Brna osvobozena 2. ukrajinským frontem.

## Předchozí útoky

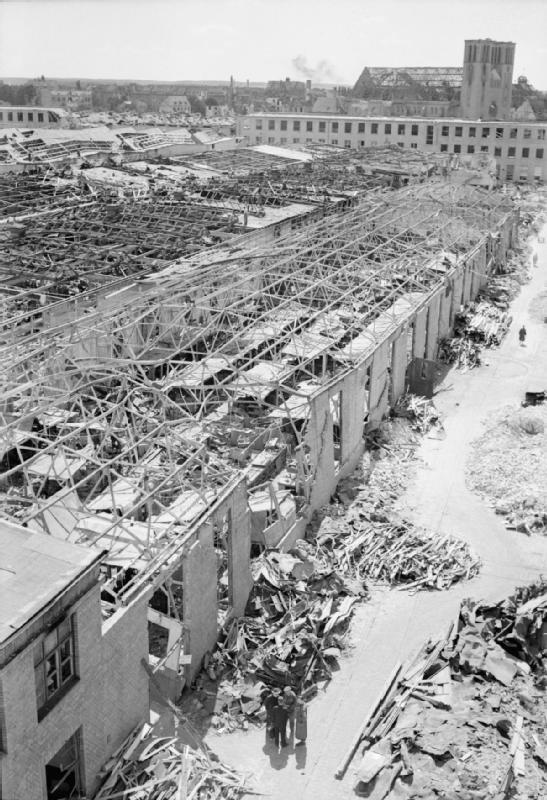
Zničené dílny elektrické továrny Siemens-Schuckert Werke v Norimberku, která byla několikrát bombardována RAF.

Letecké útoky na Plzeň se v průběhu války primárně snažily vyřadit z provozu Škodovy závody, neboť byly jednou z největších zbrojních továren v Evropě. Význam plzeňské zbrojovky v průběhu války stoupal s tím, jak byly jiné továrny poškozeny či zničeny bombardováním. Od říjnového náletu v roce 1944 se cíli náletů stalo i hlavní a seřaďovací nádraží, které z provozu vyřadil až mohutný britský nálet 17. dubna. Dvacet jedna amerických letadel zaútočilo o den později, ale pokus o bombardování koterovského seřaďovacího nádraží nebyl úspěšný.

## Letecký útok
1. americká armáda požádala o provedení leteckého útoku na Škodovy závody,:22–23 žádost odůvodňovala přetrvávajícím nacistickým držením Škodovky jako jejich poslední velké zbrojovky.:292 Velitelství 8. letecké armády po svých letcích požadovalo, aby cíle bombardovali pouze při vizuálním kontaktu, tedy bez použití palubních radarů. Požadavek pro piloty znamenal, že se nad cíl museli opakovaně vracet, což zvyšovalo šance protiletadlové obrany na úspěšný sestřel.:87–88
8. letecká armáda USAAF na zmíněnou žádost provedla misi označenou 968, která byla poslední bojovou misí těžkých bombardérů této armády. Jejím úkolem byly především útoky na Škodovy závody, letiště a železniční cíle na území bývalého Československa a v jihovýchodním Německu, přičemž na misi bylo nasazeno 589 bombardérů a 486 stíhačů. V Německu mělo 282 bombardérů B-24 Liberator 2. bombardovací divize chráněných více než dvěma stovkami stíhaček P-51 Mustang zaútočit na seřaďovací nádraží v Salcburku, Bad Reichenhallu a Halleinu a na elektrickou rozvodnu v Traunsteinu.:292 Na Plzeň z Velké Británie zamířilo za úsvitu 307 těžkých bombardérů B-17 Flying Fortress z 1. bombardovací divize :92 v doprovodu 206 stíhaček P-51 Mustang, z toho 78 bombardérů mělo za cíl vojenské letiště.:92 Na letišti letečtí průzkumníci předtím našli až stovku německých letadel včetně proudových stíhaček Me 262, ale stíhači nemohli vzlétnout pro nedostatek benzinu.:292 Jedinou překážkou útoku mohla být fungující protivzdušná obrana.:292

### Varování BBC
Ve středu 25. dubna 1945 se v českém vysílání londýnské rozhlasové stanice BBC opakovaně ozvalo varování v češtině a němčině::47
| „ | Cílem velkého svazu spojeneckých bombardérů, který je na cestě nad nepřátelské území, se mohou stát Škodovy závody. Dělníci, opusťte továrnu a zůstaňte do odpoledne venku. | “ |

Obdobné varování zaznělo i ze stanice Radio Luxemburg. Varování dvě hodiny před náletem bylo ze strany Spojenců bezprecedentní, není známý žádný obdobný případ. Spojenci varováním riskovali životy a zdraví vlastních pilotů, aby ušetřili české obyvatelstvo, které vnímali jako spojenecké. Zprávy o chystaném leteckém útoku se ve městě rychle rozšířily, obyvatelé Plzně i zaměstnanci Škodových závodů měli čas schovat se do krytů. Varování na svých radiostanicích mohly slyšet i posádky letadel, které byly varováním šokovány a u kterých vzbudilo značné obavy ze situace nad Plzní.
Na varování BBC reagovala protiletecké obrana Plzně přípravami i přechodem do stavu nejvyšší pohotovosti.:92 „Všechny letecké kanony kolem Plzně byly osazeny. Tyto kanony patřily k jedněm z nejlepších, byly to osmaosmdesátky,“ vzpomínal Pavel Hauzner.

### Meteorologický průzkum
Jako předvoj bombardovacího svazu vyrazilo nad Plzeň šest stíhaček, aby zjistily meteorologickou situaci, podle které mohl velitel části bombardérů podplukovník William H. Nelson rozhodnout, zda proběhne útok na Plzeň nebo se bombardéry stočí k náhradnímu cíli, seřaďovacímu nádraží v Mnichově. Průzkumníci nad Plzní zaznamenali oblohu bez mraků s vynikající viditelností, ale v době samotného útoku už byla situace jiná, nad Plzní bylo oblačno a snížená viditelnost. Pamětník František Trčka vzpomíná na krásné, slunečné počasí panující před náletem. Dosud není zřejmé, zda průzkumníci udělali chybu při samotném hlášení či při navigaci k Plzni nebo zda se došlo k rychlé změně počasí, jak je v dubnu běžné.

### Nálet

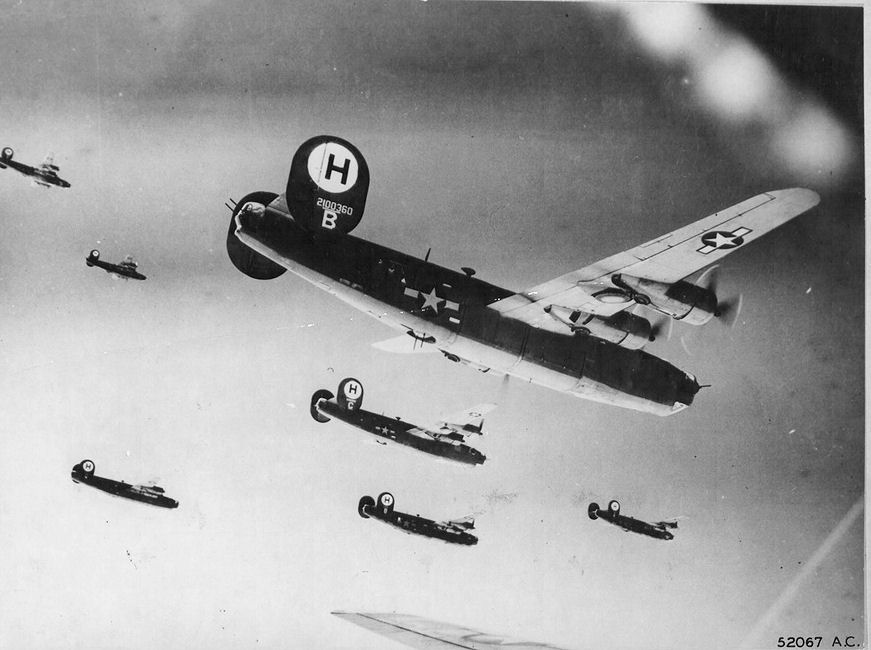
Bombardovací svaz letounů B-24 Liberator. Odlet na německé město Gotha, 1944.

Letecký poplach byl sirénami oznámen v 10.11, obyvatelé zamířili do protileteckých krytů. Nad Plzeň doletělo 276 letounů v doprovodu 188 stíhaček, ve výšce přibližně 6–7 tisíc metrů zaměřovali cíl vizuálně s podporou radarů H2X. První bomby začaly padat v 10.26 a zasáhly Lochotín a Karlovarskou třídu.:292 Hořící budovy včetně lochotínského statku a Selcových sladoven se staly orientačními body pro další nálety.:232 První pumy, které zasáhly přímo Škodovku spolu s předměstím Skvrňany a přilehlou dělnickou kolonií Karlov, Spojenci shodili o 20 minut později v 10.46. Pro nepříznivé počasí se sníženou viditelností i kouřovou clonu živenou požáry v areálu Škodovky musely některé letouny nálety nejméně dvakrát opakovat, což se neobešlo bez havárií, nouzových přistání a v neposlední řadě se tím také zvýšil počet úspěšných zásahů plzeňské protiletadlové obrany. Horší viditelnost snižovala také přesnost shozů leteckých pum. Na Škodovku zaútočilo celkem pět leteckých formací, a to bojová bombardovací křídla (Combat Bombardment Wing, CBW) 40A a 40B a bombardovací skupiny 303., 379. a 384.:93–112 Při sérii náletů těchto skupin byl v plzeňské zbrojovce zasažen hlavní cíl, čímž byla elektrárna a dále strojírna, ocelárna, plynárna, lokomotivka, tamní seřaďovací nádraží a dělovka. Pamětník Fr. Trčka se před náletem ukryl v protileteckém krytu ve stráni pod Skvrňany a později vzpomínal na silné otřesy způsobené výbuchy bomb, které dopadaly na Skvrňany nad krytem, tak silné, že jej v bunkru shodily ze židličky.
Účastník posledního náletu na Plzeň, americký pilot David C. Lustig, vzpomíná: „Stupňující se protiletadlová palba u mne vyvolala pocit mrazivého pekla. (…) Vyčerpaný a smířený s osudem jsem sledoval panorama zkázy, když jsme se dostali nad cílový bod potřetí. Zatímco při prvním útoku jsme byli vedoucím letadlem, ocitli jsme se nyní na samém konci a modlili jsme se, aby protiletadlová obrana vyčerpala svoji munici dřív, než budeme opět nad zbrojovkou. Neměli jsme však to štěstí!“:92–93
Vojenské letiště na Borech bylo dalším cílem náletu. Letiště bylo plné letadel, která nebyla zapojována do vzdušných akcí jen proto, že jim povětšinou chyběl letecký benzín.:96 Na letiště zaútočily 398. a 91. bombardovací skupiny přibližně ve stejnou denní dobu, v jaké probíhaly také nálety na Škodovku. Bojovou akci nad letištěm ale znesnadňovalo oblačné počasí, aktivita flaků a chaotická situace ve vzduchu nad cílem, jelikož piloti létali blízko u sebe a stříleli na všechny směry.
Konec náletu nastal přibližně v 11.39.:293 Během 50 minut shodily bombardéry v oblasti Plzně celkem 526 tun trhavých a zápalných pum, což znamenalo 970 tříštivých a 16 tisíc zápalných pum.
Ačkoli letecké akce na území Čech pokračovaly až do úplného konce druhé světové války, bombardování Škodovky a vojenského letiště na Borech v posledních dubnových dnech byly posledním velkým úkolem britských, potažmo amerických bombardérů v Plzni.:130–149

## Následky a škody náletu
Během náletu zahynulo 67 osob a 66 osob bylo zraněno.:293 Počty mrtvých se v jednotlivých zdrojích liší, jeden např. uvádí 76 mrtvých, další přes 80 mrtvých.:96 V počtu 67 zabitých osob nejsou započítány ztráty německé branné moci, které utrpěla především na pozicích protivzdušné obrany.:293 Při náletu se Škodovka z větší části změnila v ruiny, mimo závod bylo zničeno 339 domů, dalších 229 domů bylo těžce poškozeno a 2496 domů bylo poškozeno lehce.:294 Bylo podáno 6109 žádostí o náhradu škody.:294

### 8. letecká armáda USAAF
Během bombardování Plzně dokázala protivzdušná obrana palbou flaků sestřelit šest amerických B-17 G Flying Fortress, z toho čtyři stroje dopadly poblíž Plzně, další letadlo bylo zásadně poškozeno při srážce s jiným letadlem.:295 Poškození dalších čtyř letadel byla natolik rozsáhlá, že je nemělo smysl opravovat. Celkově bylo ztraceno 11 letadel, dalších 180 letadel bylo poškozeno, z čehož 58 velmi těžce.
Po útoku bylo 42 nezvěstných členů leteckých osádek, z nichž 21 letců zahynulo, dalších 8 letců bylo zraněno. Počet obětí mezi letci násobně přesáhl počet obětí mezi pracovníky Škodových závodů.
- Letoun poručíka Lewise B. Fishera z 92. bombardovací skupiny dopadl u Čemin.
- Letoun poručíka Warrena Maugera z 303. bombardovací skupiny dopadl u Skvrňan.
- Letoun poručíka Allana H. Fergusona z 398. bombardovací skupiny dopadl poblíž Litic.
- Letoun poručíka Andrewa G. Lovetta z 384. bombardovací skupiny nouzově přistál u Písařovy Vesce na Tachovsku.
- Letoun poručíka Paula A. Covilla z 398. bombardovací skupiny byl posádkou opuštěn mezi Tachovem a Weidenem.
- Letoun poručíka Claira W. Evanse z 379. bombardovací skupiny po srážce s letadlem Jamese Blaina dopadl východně od Vejprnic.
- Letoun poručíka Jamese Blaina z 379. bombardovací skupiny byl po srážce s Evansovým letadlem poškozen, posádka jej opustila až nad územím kontrolovaným Spojenci a letoun se zřítil 300 km jižně od Frankfurtu nad Mohanem.

#### Sestřelený B-17G 44-83447
Letoun prvního lajtnanta Warrena Maugera patřil do 427. bombardovací perutě, která byla složkou 303. bombardovací skupiny zvané „Hells Angels“, dočasnou domovskou základnu měla u RAF v Molesworthu. Bombardéru se podařilo shodit své bomby, když byl podle svědectví zasažen střelbou z flaku do motoru č. 3. Poškození neumožňovalo další let, letoun střemhlavě padal nakloněn na pravou stranu. Ještě ve vzduchu létající pevnost explodovala, což letoun roztrhalo na části a vedlo k velkému rozptylu trosek na ploše mezi Křimicemi, Skvrňany a Radčicemi. Hlavní části letounu spadly do zahrádkářské kolonie poblíž Skvrňan. Tři letci při pádu zemřeli, čtyři padli do zajetí a velitel Mauger dokázal po seskoku padákem s pomocí místních uprchnout a přejít k americkým jednotkám. Trosky letadla nebyly za války odklizeny a po válce byly neřízeně rozebrány.

#### Sestřelený B-17G 43-38369
„Checkerboard Fort“ byla přezdívka letounu 43-38369 z 327. bombardovací perutě od 92. bombardovací skupiny. Letadlo pod velením Lewise Fishera bylo při náletu těžce zasaženo salvou 88mm granátů vystřelených baterií flaků protivzdušné obrany poblíž Chotíkova. Zasažené a hořící motory č. 1 a 2 znemožňovaly další řízený let, letadlo začalo ve spirále padat. Dvojici letců, bombometčíkovi N. H. Modertovi a radiooperátorovi J. E. Wizerowiczi, se podařilo letadlo opustit, letadlo však ještě nad úrovní mraků vybuchlo. Tlaková vlna tohoto výbuchu rozbila v Čeminech okna a trosky rozpadlého letadla dopadly na okraj lesa a na pole severovýchodně od zmíněné vsi. Sestřelení letounu nepřežilo šest členů posádky, dva byli zajati. Letoun byl několik let po válce rozebírán obyvateli.

#### Sestřelený B-17G 42-97266
V létající pevnosti se sériovým číslem 42-97266 a přezdívkou „Godfathers Inc.“ velel osmičlenné posádce Allan Ferguson. Letoun patřil k 602. bombardovací peruti, součásti 398. bombardovací skupiny. Když se peruť vydávala podruhé nad cíl, zasáhla střelba z flaku levé křídlo. Letadlo se neudrželo ve formaci, jeho let se stáčel vlevo a dolů. Posádka stihla ohlásit svoji situaci, ale letoun přešel do střemhlavého pádu, při kterém se ulomil kus pravého křídla. Letci se pokusili letadlo opustit, což se prokazatelně podařilo trojici vojáků. Letadlo dopadlo na pole poblíž Lhoty, většinu letadla následně zachvátil požár. Dva letci zachránění na padácích byli zajati a přečkali do konce války v rakouském táboře, poslední byl zastřelen vojáky Wehrmachtu. Po válce se rozšířila nepravdivá legenda, že dvanáctičlenná posádka byla ubitá Němci.:97 Trosky letadla byly po válce rozebrány obyvateli, jeden z motorů byl zachráněn a je součástí muzejní expozice. Jedním zachráněným byl pozdější spisovatel Harry Mazer.

#### Srážka B-17G 43-38272 a 43-38178
Boeing s přezdívkou „The Thumper“ druhého lajtnanta Claira Evanse byl součástí 525. bombardovací perutě z 379. bombardovací skupiny. Tato skupina byla v části B 41. bojového křídla, které doletělo k Plzni ve čtvrté vlně. Svůj cíl, elektrárnu v severozápadní části areálu Škodovky, musela posádka bombardovat ve zhoršených podmínkách skrze oblačnost a za střelby flaků. Přibližně v 10.49, nedlouho po odhození pum na cíl, se Evansův letoun ve výšce 7000 metrů srazil s letounem Jamese Blaina „Seattle Sue“ ze stejné perutě.:81–86 Blainův letoun 43-38178, který přišel o část trupu na zádi, byl schopen přes poškození pokračovat v letu. Posádka opustila palubu „Seattle Sue“ až nad osvobozeným územím a prázdný letoun se zřítil 300 km jižně od Frankfurtu nad Mohanem. Oproti tomu Evansův letoun byl poškozen hůře – začal po spirále padat k zemi a na jeho palubě vypukl požár. Bombardér při pádu v plamenech přeletěl Novou Hospodu ve směru na sever a narazil do svahu na levým břehem Vejprnického potoka ve Slovanském údolí. Při prudkém nárazu se letadlo roztrhlo na několik částí a jeho trosky se rozptýlily do okolí. Dvěma letcům se podařilo vyskočit, po přistání byli zajati a využiti k identifikaci těl zbylých šesti členů posádky.

#### Sestřelený B-17G 43-38501
Bombardér z 384. bombardovací skupiny pod velením Andrewa G. Lovetta měl přezdívku „Sweet Chariot“. Stejně jako ostatní letouny byl zasažen palbou německé protivzdušné obrany po odhození leteckých pum na cíl. Po zásahu nefungoval motor č. 3, hořel motor č. 4, od jiné střely byl poškozen motor č. 1, přestaly fungovat palubní elektrické rozvody a ještě byl zraněn navigátor. Velitel A. Lovett nařídil evakuaci zbytku posádky a druhým pilotem letěli na západ, aby našli vhodné místo pro nouzové přistání. Přibližně okolo 11. hodiny letadlo přelétlo vesničku tehdy pojmenovanou Albersdorf jihozápadně od Tachova. S letadlem se pokusili přistát na louce u vsi, což se podařilo, když s letadlem zastavili těsně před lesem. Do něj následně oba utekli a ukrývali se. Celá osmičlenná posádka přežila a vrátila se do Anglie 6. května 1945. Letoun zůstal u vesničky přejmenované na Písařovu Vesci až do 50. let, kdy zbytek nerozebraný místními obyvateli odvezla československá armáda.

### Škodovy závody

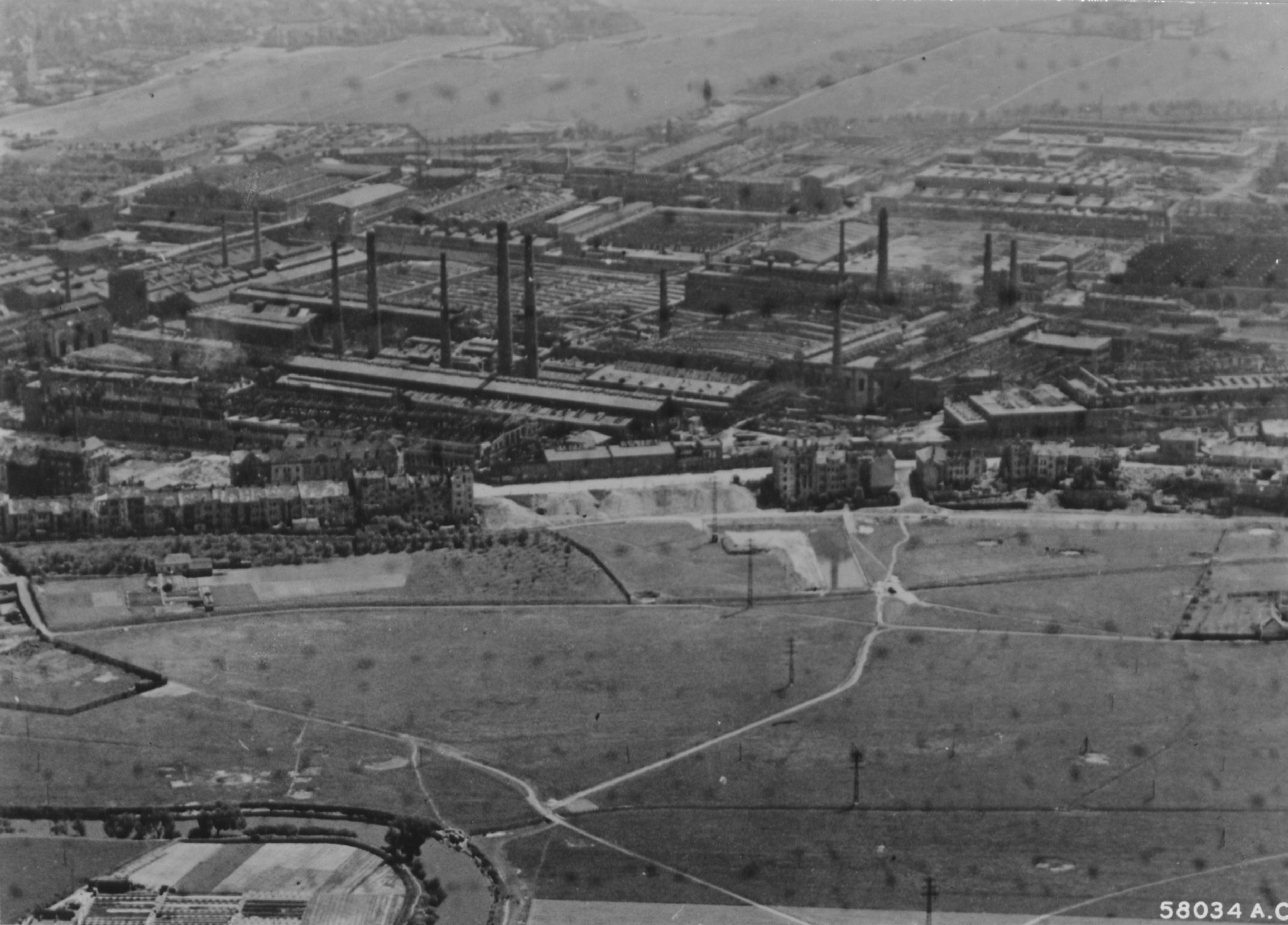
Škodovy závody po osvobození

Díky včasnému varování v rozhlase zahynulo v Škodovce během náletů pouze šest zaměstnanců a čtyři byli zraněni, jelikož se naprostá většina zaměstnanců stačila schovat do krytů.:233 Do areálu továrny Škodových závodů dopadlo 430 trhavých pum a blíže neurčené množství drobnějších zápalných pum, zdroje rozsáhlých požárů.:293 Výsledkem bombardování a následných požárů bylo zdevastování 70 % celého areálu včetně strojního vybavení. Z celkových 125 objektů bylo zcela zničených 28 budov, 33 dalších bylo velmi poškozených a všechny ostatní byly poškozené – závod se z větší části proměnil v ruiny.

#### Hašení
Černý dým stoupající z rozsáhlých požárů továrny byl vidět z dálky. Závodní hasiči při náletu přišli o dvě velké stříkačky a hašení komplikoval o nedostatek lidí, nemožnost komunikace pro poškozené telefonní linky a uličky zatarasené troskami.:293 V továrně byly protipožární nádrže vody, ale jejich kapacita byla nedostatečná vzhledem k rozsahu poškození.:293 Situace v rozbombardovaných Skvrňanech se zničenými ulicemi znemožňovala využít vodu z Vejprnického potoka.:293 Hasiči nejdříve bránili rozšíření požáru z hořící opravny tanků na sousední budovy, zásah komplikovaly exploze munice tanků.:293 Souběžně další družstvo zasahovalo v budovách první brány a sousedního dělnického referátu u Tylovy ulice, přičemž se podařilo požár budovy I. brány zlikvidovat a uchránit novou automatickou telefonní ústřednu,:293 Dělnický referát s částí personálních spisů byl zničen. Následně hasiči zasahovali v nedaleké strojírně, slévárně, mechanické dílně a aperatuře I.:293
V jižní části továrny hořely sklady materiálu, nová kovomodelárna, kanceláře nové lokomotivky a nová kovomodelárna.:293 Sklad cenných dřevěných modelů, dominantní sedmipatrová betonová budova, byla zasažena třemi pumami. Vypukl požár, který živily modely z tvrdých dřev napuštěné hořlavými barvami. Budova bez odpovídajícího požárního zajištění přes úsilí během dvou dnů zcela vyhořela a po zřícení stropů se stala ruinou.:293 Oddíl wehrmachtu se pokusil z hořících objektů zachránit uskladněná dokončená děla, ale neuspěl.:293 I po zlikvidování požárů ve zřícených halách museli hasiči zasahovat na znovu vznikajících požárech např. na haldách uhlí.:293
Přes velké úsilí závodního hasičského sboru při likvidaci požáru hořelo v areálu 10 dní.

#### Infrastruktura závodu
Závod se ocitl bez vody i elektřiny, výrobní pece nebyly schopny provozu:233 – výroba v továrně byla zcela zastavena. Důvodem bylo především vyřazení všech elektráren z provozu: elektrárny I a III byly poškozeny přímo náletem a elektrická ústředna II na nýřanském dole Krimich byla zničena již ráno hloubkovými stíhači.:294 Elektrárny do té doby zajišťovaly veškerou energii pro výrobu válečného materiálu.:118 Přímými zásahy i pohyby země při explozích pum došlo k značnému narušení veškeré infrastruktury závodu: poškozeny byly rozvody elektřiny, plynu, odvody kouře, kanalizace a parovody.:294 Komplikací bylo i zásadní narušení dopravní infrastruktury závodu: uličky mezi halami byly poškozeny přímo explozemi či zasypány troskami, na závodní železniční dráze bylo zničeno téměř 5,5 km kolejí, 41 výhybek a 31 vagónů.:233:294

#### Budova ředitelství
Třemi pumami byla zasažena klasicizující budova ředitelství, která stála v Tylově ulici mimo vlastní výrobní areál. Vzniklý požár nebyl pro rozsah poškození budovy a stav okolí hašen, z budovy byly jen vyneseny nezasažené spisy.:293 Poškození budovy bylo tak zásadní, že byla později zcela zbourána. V budově ředitelství byly zničeny také správní písemnosti a technická dokumentace. Podnikový archiv založený v roce 1943 a uložený v trezoru ředitelství byl s ohledem na jeho ochranu před zničením při náletech do konce roku 1944 převezen na zámek v Žinkovech, který byl v majetku Emila Škody.

#### Haly, stroje, ordinace
Zničena byla např. výrobna děl, ocelárna či lokomotivka. Vysoký žár v důsledku lokálních požárů pozměnil strukturu výrobních strojů a nářadí, výroba zde tedy už nepřipadala v úvahu.:233 Spolu s výrobními prostory byly zničeny i závodní lékařské ordinace s výjimkou chirurgické ambulance.

#### Obnova
Okupační orgány se snažily – s ohledem na význam zbrojovky – výrobu obnovit alespoň v omezeném rozsahu, např. v některých odděleních. Skutečná obnova Škodových závodů byla zahájena krátce po osvobození a postupovala rychle, na její obnovu byl využíván i materiál z makety továrny postavené pro zmatení spojeneckých letců. K 16. června bylo vyčištěno a opraveno 69 % strojů,:293 ve stejném měsíci vyjela ze Škodovky první opravená lokomotiva a v září 1945 se tavila první martinská ocel. Před Vánoci v roce 1945 vyrobila Škodovka svou první poválečnou lokomotivu – stroj označený 534.0301 byl osazen tabulkou „První lokomotiva vyrobená v osvobozené Československé republice“.
Škody na budovách a dalších stavbách včetně např. jeřábových drah, na strojích, nářadí a dalším technickém vybavení byly vyčísleny na 582,7 miliónu protektorátních korun.:294–295 Spolu s náklady na odklizení trosek, provizorními opravami a škodami na zničených výrobcích a materiálu částka vzrostla na 1,9 miliardy protektorátních korun.:294–295 Náklady na opravy závodu po skončení války částku dále zvedly a po převodu na novou československou korunu byly náklady stanoveny na přibližně 11 miliard Kčs, přičemž se v některých zdrojích uvádí i dvanáct miliard korun zohledňujících pravděpodobně další opravy.:294–295 Podnik byl v době války ziskový a vytvořil rezervy ve výši stovek miliónů korun, v květnu 1945 disponoval likvidními prostředky ve výši 1,8 miliardy protektorátních korun. Utrpěné škody proto nebyly pro podnik likvidační a zvládal platit zaměstnance opravující závod z vlastních prostředků až do první měnové reformy.

### Vojenské letiště

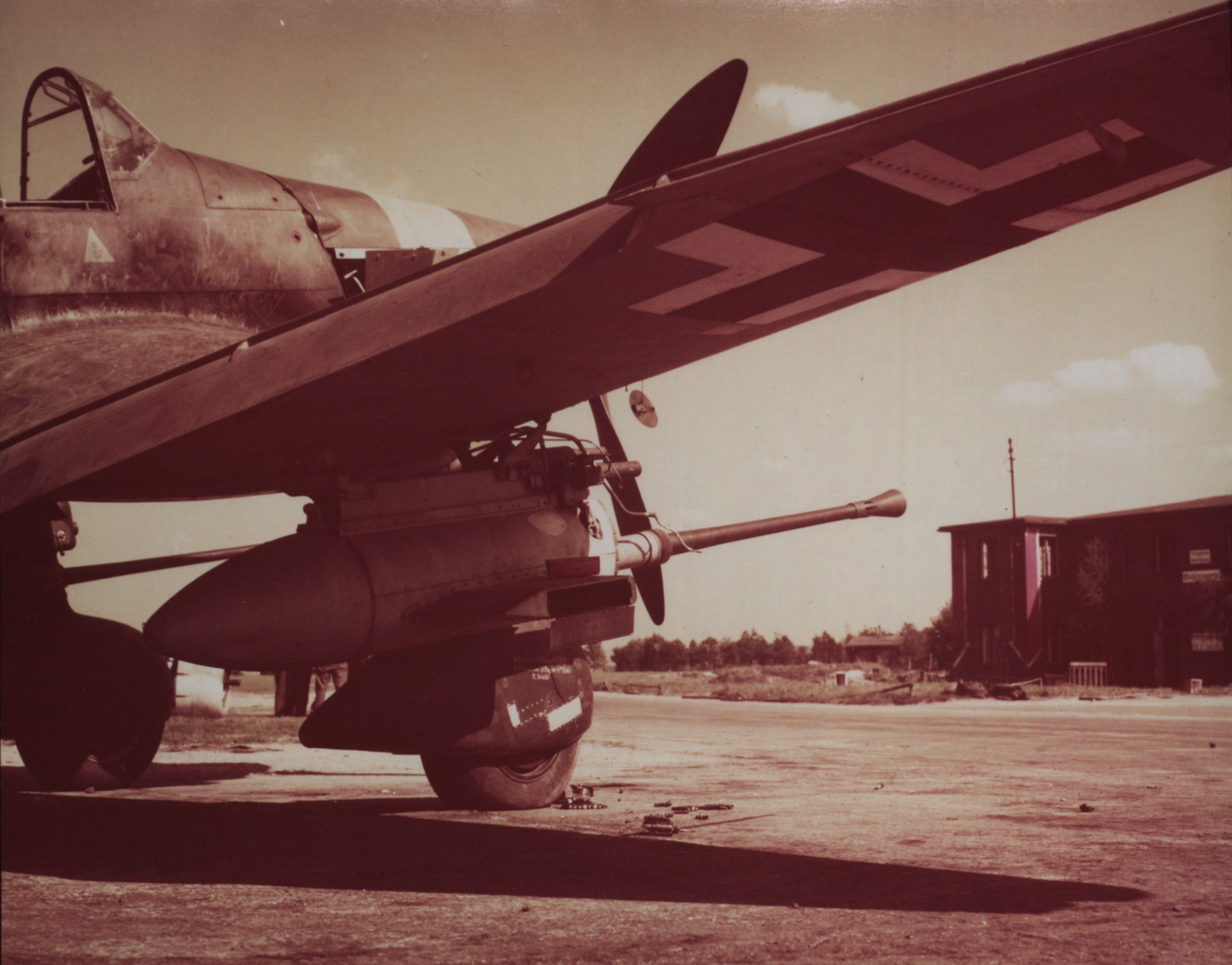
Německý Ju 87 na letišti po osvobození americkou armádou

V průběhu války bylo letiště používáno školními útvary Luftwaffe a nesloužilo bojovým jednotkám.:294 Na konci dubna 1945 se při přesunech německých jednotek na letiště dostaly frontové útvary se stíhačkami Focke-Wulf Fw 190 D a proudovými stíhačkami Messerschmitt Me 262.:294 Při náletu byly zničeny dva ze čtyř hangárů a několik letadel a letištních budov v jejich těsné blízkosti, letiště se tak stalo neprovozuschopným.:120–129 Útočící 398. bombardovací skupina ztratila při náletu na letiště dvě letadla.:97

### Karlov
Dělnická kolonie Karlov byla vybudována v těsném sousedství Škodových závodů, které ji obklopovaly ze tří stran. Zasažena byla už při předchozích náletech na Škodovku, např. v květnu 1943 či v říjnu 1944, kdy byla poškozena tamní škola přezdívaná „karlovská Sorbonna“.:116
Při posledním náletu byla severní část Karlova v perimetru náletu.:47 Zásahy pum byly zcela zničeny tři:47 nejsevernější a část čtvrtého:53 z deseti bloků domů. Měšťanská škola, ze které Němci při náletu stříleli po bombardérech,:48 byla zasažena pumou:11 a následný požár školy byl hašen až do 28. dubna.:294 Zahynulo několik desítek Karlováků,:47, 49 pumy zasáhly např. dva protiletecké kryty a v jednom zemřelo sedm lidí.:294 Kuriozitou je vzpomínka na pana Frágnera, který si po příchodu do krytu vzpomněl na své peníze ukryté v altánku a vyběhl je vyzvednout bez ohledu na probíhající bombardování.:48 Výbuch po dopadu jedné z pum altánek zcela zničil a trosky pana Frágnera zasypaly. Pracovníci civilní obrany jej vyhrabali a s lékařskou pomocí přežil.:48
Místní škola a zničené severní bloky již nebyly nikdy obnoveny.:46 Značné poškození kolonie při náletech na konci války určilo začátek jejího dlouhodobého zániku,:11 který byl dokončen demolicí v roce 1986.:108–109, 117

### Skvrňany
Někdejší vesnice Skvrňany, která se rozkládala na březích Vejprnického potoka severně od závodu a která se v souvislosti se Škodovkou rozrůstala podél silnice na Domažlice, byla také zasažena již při předchozích útocích. Při dubnovém náletu byly tzv. staré Skvrňany prakticky celé zničeny, zkáze unikla jen budova školy z roku 1897 a několik statků, které byly zbořeny na konci 60. let 20. století. Zasažena byla Norimberská ulice (v současnosti Domažlická),:294 poškozena byla např. místní knihovna, která byla umístěna blízko Škodovky. V okolí Norimberské ulice přečkala část domů v ulici U Dráhy. Původní podoba Skvrňan již nebyla nikdy obnovena. Nálety poničily i domy ve Slovanském údolí.
Podle Fr. Trčky, který přečkal nálet v krytu pod Skvrňany, dým z požárů po náletu zcela zaclonil jasnou oblohu a proměnil den v noc. Vzpomíná také na lidi u vchodu do krytu pod Skvrňany, kteří zemřeli na zranění plic způsobená rázovou vlnou.

### Roudná a Amerika
Na okraji Roudné, na vyvýšenině za kostel Všech svatých, bylo stanoviště protivzdušné obrany tvořené baterií šesti protiletadlových děl FlaK 88, světlomety, naváděcím zařízením a zvukovým lokátorem. Aktivní baterie flaků přitáhla pozornost útočníků, kteří ji zkoušeli zničit. Baterie byla zasažena a zemřelo 19 členů obsluhy, jeden voják krátce poté.:295 Pumy dopadaly i do okolí, např. do samotného kostela Všech svatých vlétla část zápalné pumy a při následném požáru shořel hlavní oltář a další vybavení kostela.:294 Vážně byla zasažena i dělnická kolonie Amerika ležící severně od kostela,:294 pro kterou to byl – podobně jako u Karlova – první z kroků k zániku dovršenému při stavbě fakultní nemocnice. Z 21 domů a statků bylo při dvou náletech zničeno pět domů. Při dopadu pum se ztratil jeden ze tří pramenů, písemně připomínaných už v roce 1459, které od konce 18. století zásobovaly plzeňské kašny vodou. Poškozeny byly i další domy na Roudné.:118–119

### Ostatní v Plzni
Poškozené bylo okolí ředitelství Škodových závodů. V jeho sousedství v Rožmberské ulici se vzňala ohrada skladu dřeva Západočeského truhlářského družstva. V již zaniklé Hlávkově ulici, v domě číslo 4, se obyvatelé ukrývali ve sklepě. Když po explozích začal dům padat, pokusili se z úkrytu dostat do sousedního domu probořením tenké sklepní zdi. Následně byli ale zavaleni a z dvanáctičlenné skupiny přežil jediný muž. Do prostoru Skrétovy ulice mezi Plachého a Bendovou ulicí dopadlo šest pum. Mírné poškození utrpěly dělnické a úřednické domy na Borech.:294
Na louky a pole okolo Mže mezi městem a Radčicemi dopadaly pumy, které poškodily několik menších zemědělských nemovitostí.:294 Poškozeny byly železniční tratě na Žatec, na Klatovy a na Cheb.:294 Zasažena byla i nemocnice.

### Kozolupy
V jižněji ležících Kozolupech zasáhla puma v areálu bývalého panského dvora barokní zámek s vedle stojící kaplí sv. Jana Nepomuckého, další puma explodovala v jeho blízkosti. Bomby mohly být svržené na dvojicí protileteckých kulometů umístěných u nádraží či na baterií flaků na polích jižně od vsi. Poškozený zámek nikdo po válce neopravoval, původní obyvatelé Kozolup, kteří k zámku mohli mít vztah, byli vysídleni a při rozšiřování silnice do Stříbra v roce 1947 byl zámek i s kaplí zbořen.

## Připomínka padlých

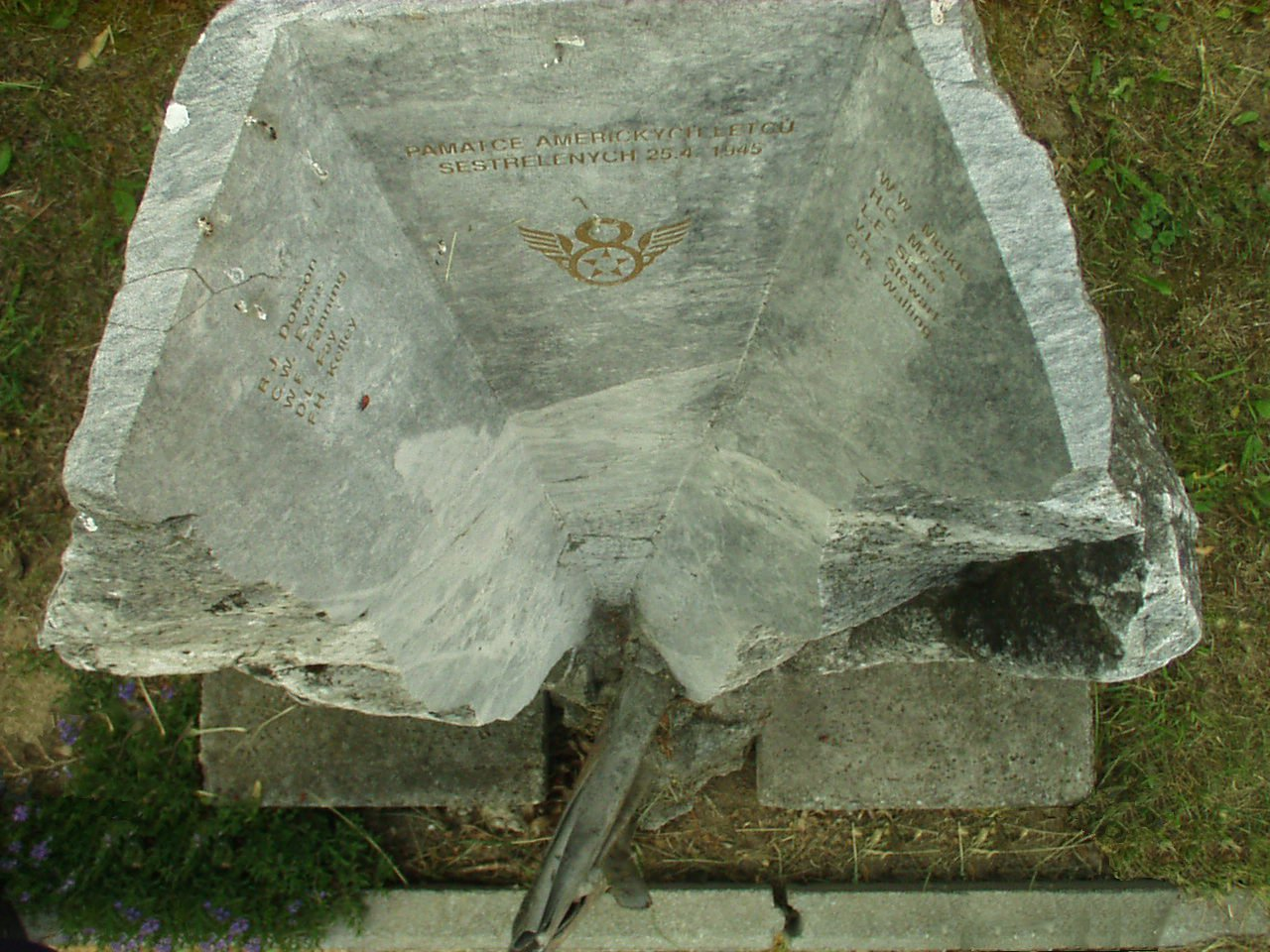
Detail památníku v Křimicích

Zemřelí z posádky Lewise Fishera mají pomník od roku 1992 na návsi v Čemínech. V Křimicích byl v roce 1996 umístěn pomník věnovaný památce deseti letcům z posádek Claira Evanse a Warrena Maugera, kteří zahynuli při tomto náletu. U památníků na náměstí se každoročně pořádají společné vzpomínkové akce k uctění památky padlých ve světových válkách. Ve Spádné ulici v Liticích byl v roce 1946 odhalen pomník letcům z posádky Allana H. Fergusona, přičemž současnou podobu má od roku 1990. Na desce je nesprávně uvedeno 12 letců ubitých Němci.

## Otázka nutnosti náletu
Úspěšný a masivní nálet na Škodovy závody, který se odehrál 13 dní před skončením války a 11 dní před osvobozením Plzně, navíc s řadou poškozených civilních objektů a desítkami obětí, byl od uskutečnění náletů předmětem diskuse o motivech náletu, která přetrvává i v 21. století.:40 Spolu s náletem na Prahu 14. února patří mezi nejkontroverznější spojenecké akce na českém území.

### Komunistický narativ
Zničení plzeňských Škodových závodů se stalo po Únoru 1948 tématem, které mělo znevážit úlohu amerických vojsk osvobozujících západní Čechy. Historik Jindřich Marek spatřuje v přístupu komunistů rozdíl oproti nacistické propagandě, která se snažila vzbudit emoce lidí zatažené do drsného víru války, oproti tomu komunisté racionálně vymýšleli nejrůznější mocenské zájmy a údajnou motivaci pro nálet hledali v politice.
Mottem článků publikovaných v komunistickém tisku byla neopodstatněnost náletů, zničení průmyslových podniků pro zabránění jejich využití poválečným Československem a cílená bombardování civilních částí měst.:39 Komunistická propaganda stavěla primárně na uskutečnění náletu v posledních 14 dnech války,:40 přičemž zdůrazňovala blížící se konec války i nevyhnutelnost definitivní porážky nacistického Německa, z čehož vyvozovala zbytečnost náletu a jeho nulový strategický význam. Připomínala malou vzdálenost (menší než 100 km) amerických pozemních jednotek od Plzně.:40 Význam zbraní vyráběných a dodávaných Škodovkou v dubnu 1945 posuzovala s ohledem na možnost ohrozit či zvrátit konec konfliktu a následně význam produkce zpochybňovala.:40 Nízký počet obětí v továrně použila jako doklad ukončení výroby. Propaganda také nabízela jiné cíle, které Spojenci při bombardování Škodovky údajně sledovali: např. zabránit nepřijatelnému scénáři, aby se Škodovka stala válečnou kořistí Sovětského svazu poté, co osvobozené Československo skončí ve sféře Stalinova vlivu. Jiná motivace měla být ekonomická, kdy zničení Škodových závodů mělo pomoci jejich západní konkurenci, popř. mělo oslabit hospodářství Československa jako očekávaného sovětského satelitu, či bylo reakcí na očekávané znárodnění průmyslu. Cílem také měla být závislost státu na americké pomoci a politickém diktátu.:40 Pro domnělé postranní motivace a cíle nebyly dosud nalezeny důkazy, neexistuje jediný dokument z té doby, který by jasně uváděl budoucí příslušnost Československa do sféry Sovětského svazu. Ukázky:
| „                                         | Takové důsledky vyvodili američtí imperialisté z Košického vládního programu, neboť ten udělal jasný konec iluzím, že se majority akcií Škodovky zmocní opět západní kapitál. Pětadvacátý duben byl jedním z náznaků příštího kurzu studené války v americké politice. Americký velvyslanec Steinhardt vyplýtval při své návštěvě plzeňského závodu 4. srpna 1945 dost slov, ale nepodařilo se mu přesvědčit zástupce revoluční závodní rady, že bombardování Škodovky bylo tak velenutné. Nakonec přiznal, že tady rozhodovaly i nevojenské důvody. A my jsme přesvědčeni, že zde rozhodovaly jen nevojenské důvody. | “ |
| — článek v novinách Pochodeň, 23. 4. 1965 | |   |

| „                                           | Z hlediska ovlivnění dalšího průběhu války a jejích výsledků již tento nálet vůbec žádný smysl neměl. Jeho hlavním cílem bylo ztížit poválečnou obnovu Československa a zvýšit jeho ekonomickou závislost na kapitalistických státech. | “ |
| — kniha Kronika 1944-1945… Antonína Faltyse | |   |

| „                                                          | Čas dal též správnou odpověď na otázku, proč nechávali Američané válečný průmysl v Kralupech – a nejen v Kralupech, i v Plzni, Praze a jiných městech – v průběhu války téměř nepoškozen. Umožnovali fašistům, aby ho mohli co nejlépe využít k boji proti Sovětskému svazu. Až na konci války bylo v zájmu kapitalistů, aby nejdůležitější závody v zemích, jež budou osvobozeny Sovětskou armádou, byly zničeny. Už tenkrát, ještě než dozněla děla na frontách, začali připravovat novou válku.:41 | “ |
| — článek Před deseti lety…, Rudé právo, 24. 3. 1955, s. 1. | |   |

Ukázkou propagandy je např. kniha Američané v západních Čechách v roce 1945 historiků Karla Bartoška a Karla Pichlíka, která vyšla v roce 1953. V knize je americká armáda představována jako okupační, mezi karikaturami lze najít americkou vlajku s hákovými kříži místo hvězd či vojáky chránící nacistické zločince. Vojáci jsou zobrazováni jako šmelináři, konzumenti pornografie či zákeřní vrazi civilistů. V textech věnujících se dubnovým náletům je volně míchána příslušnost útočících jednotek k armádám, pomíchány jsou i cíle a jsou zveličovány počty bombardérů, zatímco nechybí výrazy jako barbarské nálety, americká okupace, američtí imperialisté, rozkaz ničit a vraždit, zločinné bombardování amerického letectva, mstivé teroristické nálety a zištné cíle Wall Streetu.
Stále přežívající komunistická interpretace náletů je výsledkem i 40 let totality, kdy byl na všech úrovních škol nabízen pouze jednostranný výklad dějin, aniž by byla možnost historii svobodně zkoumat.

### Přetrvávající pochyby
Některé popisy okolností náletu pocházející od západních autorů vysvětlují zvolení Škodovky jako cíle bombardování i obavami z vlivu a činů Sovětského svazu. Jeho pozice v průběhu jara 1945 prý dávala tušit, že chce vznést politický nárok na co největší část Východní Evropy a Německa. Signály pro takové hodnocení měly být hádání či nedostatečná spolupráce při vyjednávání o příštím vládnutí v osvobozených zemích. Spojenci údajně předpokládali, že do Sovětského svazu bude z továren odvezena využitelná průmyslová technika pro obnovu sovětského průmyslu vojenský nevyjímaje. Obavu z využití českých strojů pro posílení pozice proti dosavadním západním spojencům zvětšovala i nejistota, zda se Rudá armáda zastaví na demarkační linii a nebude pokračovat v postupu na západ. Tyto obavy mohly přispět k zvolení Škodových závodů jako bojového cíle.

### Pohled historiků
Po změně poměrů v roce 1989 bylo možné do události zamlžené propagandou vnést světlo a to i s přispěním návštěv přímých účastníků náletů.:97
Škodovy závody byly před náletem poslední velkou zbrojovkou, která byla pod německou kontrolou, byla funkční, vyráběla těžkou techniku, zbraně i munici a dodávala je přímo německým jednotkám na frontě, což zmiňuje rozkaz č. 696 8. letecké armády. Ve Škodovce se vyráběly i obávané stíhače tanků Hetzer, jen v březnu a dubnu 1945 jich bylo vyrobeno přes 200, což mohlo být důvodem obav americké pěchoty. V okamžiku náletu nebyl logicky znám termín konce války a ani její následující průběh. Na dosud okupovaném území se vyskytovalo přes 900 tisíc dobře vyzbrojených německých vojáků:23 Skupiny armád Střed a Skupiny armád Ostmark, kteří byli později cílem Pražské ofenzívy. Skupině armád Střed velel Ferdinand Schörner odhodlaný bojovat do posledních sil či se alespoň probojovat do amerického zajetí. V samotné Plzni byla posádka o síle přibližně 7 tisíc vojáků, nad to německé velení uvažovalo o Plzni jako o posledním místu odporu.:23
Není jasné, zda a jak velké byly obavy Američanů z tzv. Alpské pevnosti (Alpenfestung), produktu nacistické dezinformační kampaně, do níž se údajně měly přesunout nacistické špičky a armáda je měla bránit. Historik Jiří Rajlich i Karel Foud se domnívají, že americké velení zprávám o Alpské pevnosti uvěřilo. Podle představ Spojenců měla Škodovka zásobovat německé jednotky ustupující právě do pevnosti.
O provedeném náletu mohla také rozhodnout válečná taktika, ve které se přístup západních Spojenců a Sovětů lišil. Američané a Britové získali během druhé světové války zkušenosti s dálkovými strategickým bombardováním a byli pro něj dobře vybavení. Oproti tomu sovětská armáda používala své bombardéry pro podporu pozemního boje. Z hlediska vojenské strategie byly masivní nálety na vojenské cíle snahou o zrychlení německé agónie.
Počty obětí byly vzhledem k rozsahu náletu a především díky varování BBC spíše nízké. Zásahy rezidenčních oblastí ovlivnila protivzdušná obrana, která střelbou rozptýlila formace letadel a tím přispěla k nepřesným shozům mimo cíle.:295